# Ivo Fischer
Ivo Fischer (23. srpna 1924 Letky – 6. prosince 1990 Praha) byl český rozhlasový redaktor, básník, dramaturg, textař, publicista, libretista, scenárista, překladatel, autor rozhlasových her a pohádek.

## Život
Pocházel z umělecké rodiny, střední školu dokončil až v roce po skončení druhé světové války, neboť za nacistické okupace byl v roce 1941 vyloučen ze všech středních škol.
- 1945–1948 studia na Filosofické fakultě Univerzity Karlovy
- 1949–1969 působil jako redaktor Československého rozhlasu
- 1969–1974 dramaturg a autor v Divadle Rokoko

## Dílo

### Písňové texty
Mnoho stovek písňových textů pro nejrůznější interprety nejen z oblasti české popmusic, ale i dalších hudebních žánrů.

#### Nejznámější písně
- Kladivo
- Jednou budem dál – český text na známý americký protestsong / We Shall Overcome
- Sbohem lásko
- Stín katedrál

#### Filmové a televizní písně
- 2001 na pranýři
- 1984 Až já budu královna (televizní inscenace)
- 1978 Jen ho nechte, ať se bojí
- 1977 Talíře nad Velkým Malíkovem
- 1973 Zatykač na královnu
- 1972 Pan Tau (seriál) – Hledá se pan Tau
- 1972 Pan Tau (seriál) – Pan Tau a cesta kolem světa
- 1969 Popelka
- 1968 Bylo čtvrt a bude půl
- 1968 Krysař – Osm lásek Waldemara Matušky
- 1968 Náhrdelník melancholie - Sedm písní Marty Kubišové (televizní film)
- 1968 Šíleně smutná princezna
- 1966 Fantom Morrisvillu

### Poezie
- Balady z konce katastrofy – básnická sbírka

### Rozhlasové hry
- Bleděmodrý Petr
- My se vlka nebojíme
- Prázdniny s mopedem

### Knihy pro děti a mládež
- Dětem pro radost
- Prázdniny s mopedem – přepis původní rozhlasové hry

### Libreta
- Filosofská historie – muzikál s hudebním skladatelem Zdeňkem Petrem
- Pan Pickwick – muzikál s hudebním skladatelem Zdeňkem Petrem

### Diskografie
- 1989 Textlibris – výběr písní s texty Ivo Fischera
- 1969 "TEXTEMPORE" – Písně s texty Ivo Fischera

### Úpravy a adaptace literárních děl pro divadlo
- Václav Kliment Klicpera: Zlatý jelen – úprava pro Divadlo Josefa Kajetána Tyla v Plzni
- Josef Kajetán Tyl: Čert na zemi – pro divadlo S. K. Neumanna v Praze
- Alexander Dumas: Tři mušketýři
- Josef Kainar: Nasredin

### Překlady

#### Operety
- Carl Zeller: Ptáčník
- Jacques Offenbach: Orfeus v podsvětí
- Jacques Offenbach: Krásná Helena
- Karl Millöcker: Žebravý student